# Slider (Fallschirm)

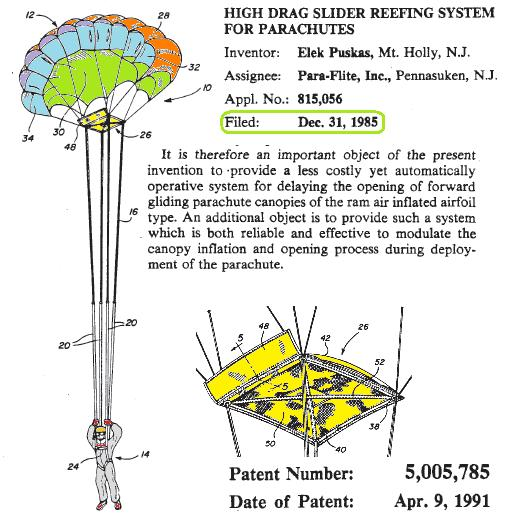
Slider-Patent vom 31. Dezember 1985

Der Slider (deutsch Rutscher, fachsprachlich auch: Öffnungsverzögerer) ist ein rechteckiges Stück Stoff (Fallschirmmaterial mit verstärkten Kanten) von ca. 50 × 30 cm Größe, das beim Fallschirmsprung Verwendung findet. An jeder Ecke des Sliders ist jeweils eine Metallöse (Grommet) befestigt, durch welche die Leinen der Fallschirmkappe führen. Bei der Öffnung des Fallschirms befindet sich der Slider unterhalb des Fallschirms, hält die Fangleinenbündel zusammen, leitet einen Teil der Luft von der Mitte des Schirms weg und verhindert dadurch eine schlagartige Öffnung des Fallschirms, die zu Schäden am Fallschirm und starken Verletzungen oder sogar zum Tod des Fallschirmspringers führen könnte. Der Luftwiderstand durch die noch vorhandene Fallgeschwindigkeit hält den Slider oben. Der Fallschirm erzielt jedoch auch in diesem Zustand eine Bremswirkung, weswegen dem Slider weniger Luftwiderstand entgegengesetzt wird und er durch die Fangleinen nach unten geschoben wird („slidet“) und den Schirm schließlich komplett freigibt.